# Bagger 288
Bagger 288 (Německy: Schaufelradbagger 288, česky přibližně: Bagr se lžícovým kolem) je bagr, přesněji kolesové velkorypadlo, zkonstruovaný německou společností Krupp pro energetickou a těžební firmu Rheinbraun. Tento mobilní těžební stroj pracuje na principu těžby v horizontálních pásech, přičemž k tomu využívá obrovské korečkové kolo.

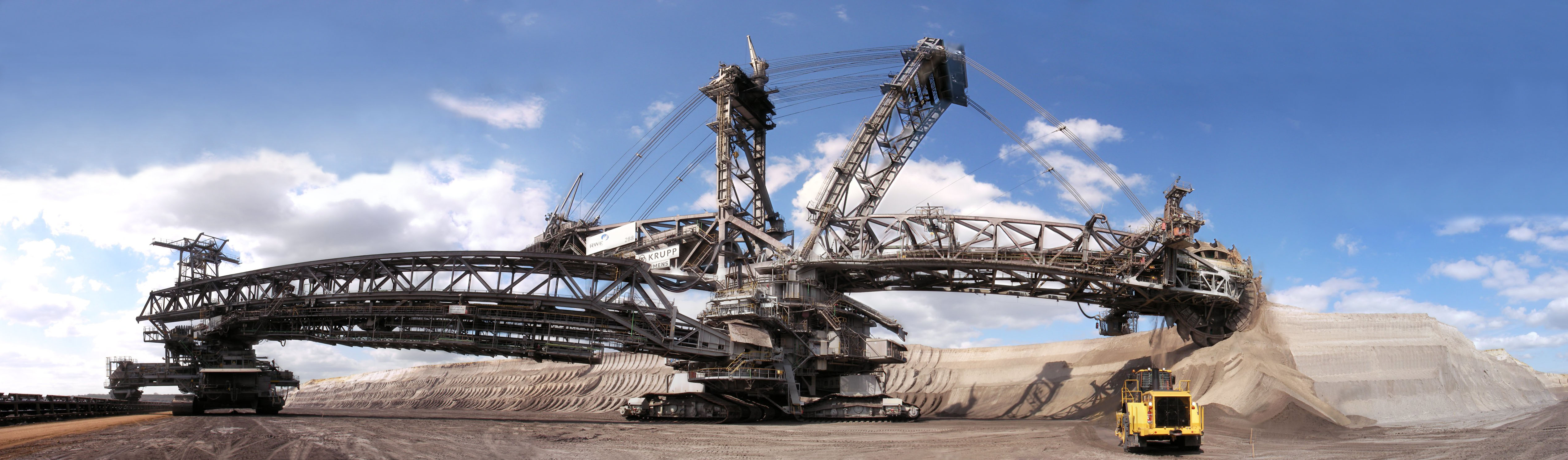
Bagger 288

Když byla jeho stavba v roce 1978 dokončena, překonal Bagger 288 svými rozměry zařízení Crawler-Transporter používaný pro přepravu raketoplánů a stal se největším a nejtěžším pásovým vozidlem na světě s hmotností 13 500 tun. Samotný Bagger je napájen z externího zdroje, a přesněji je popisován jako těžební stroj, který je možno přemísťovat. Na druhou stranu však byl Crawler-Transporter postaven jako vozidlo pro přepravu nákladů s vlastním pohonem.
Bagger byl sestrojen za účelem odstraňování zeminy v povrchových dolech, jeho prvním působištěm byl hnědouhelný důl v německém Hambachu. Denně dokáže odtěžit 240 000 m³ zeminy - ekvivalent plochy fotbalového hřiště s výškou 30 metrů. Uhlí vytěžené za jeden den naplní 2 400 nákladních vozů. Bagr samotný je přibližně 240 m dlouhý a 96 m vysoký. Na svůj provoz vyžaduje 16,56 megawattů externě dodávané elektřiny. Dokáže se pohybovat rychlostí 2 až 10 m/min (0,1 až 0,6 km/h). Koleso má průměr 21,6 m, obsahuje 18 korečků, každá s objemem 6,6 m³.
Do února 2001 tento bagr kompletně odkryl zdroj uhlí v dole v Hambachu a proto byl převezen na nové místo do dolu Garzweiler. V průběhu tří týdnů překonal trasu dlouhou 22 km, přičemž trasa převozu začala na dálnici 61, pokračovala přes řeku Erft, železniční koleje a několik silničních úseků. Tento přesun stál téměř 15 milionů německých marek a vyžadoval si tým sedmdesáti pracovníků. Přesun bagru v celku však byl ekonomičtější než jeho rozebrání, a přenos po jednotlivých částech. Bagger 288 má téměř identické dvojče - Bagger 289.